# Colymbetes striatus
Colymbetes striatus là một loài bọ cánh cứng bản địa của miền Cổ bắc, bao gồm châu Âu. Ở châu Âu, nó chỉ được tìm thấy ở Belarus, Bỉ, Bosna và Hercegovina, Croatia, Cộng hòa Séc, Đan Mạch lục địa, Estonia, Phần Lan, Chính quốc Pháp, Đức, Hungary, Kaliningrad, Latvia, Litva, Na Uy lục địa, Ba Lan, Nga, Slovakia, Slovenia, Thụy Điển, và Ukraina.

## Hình ảnh

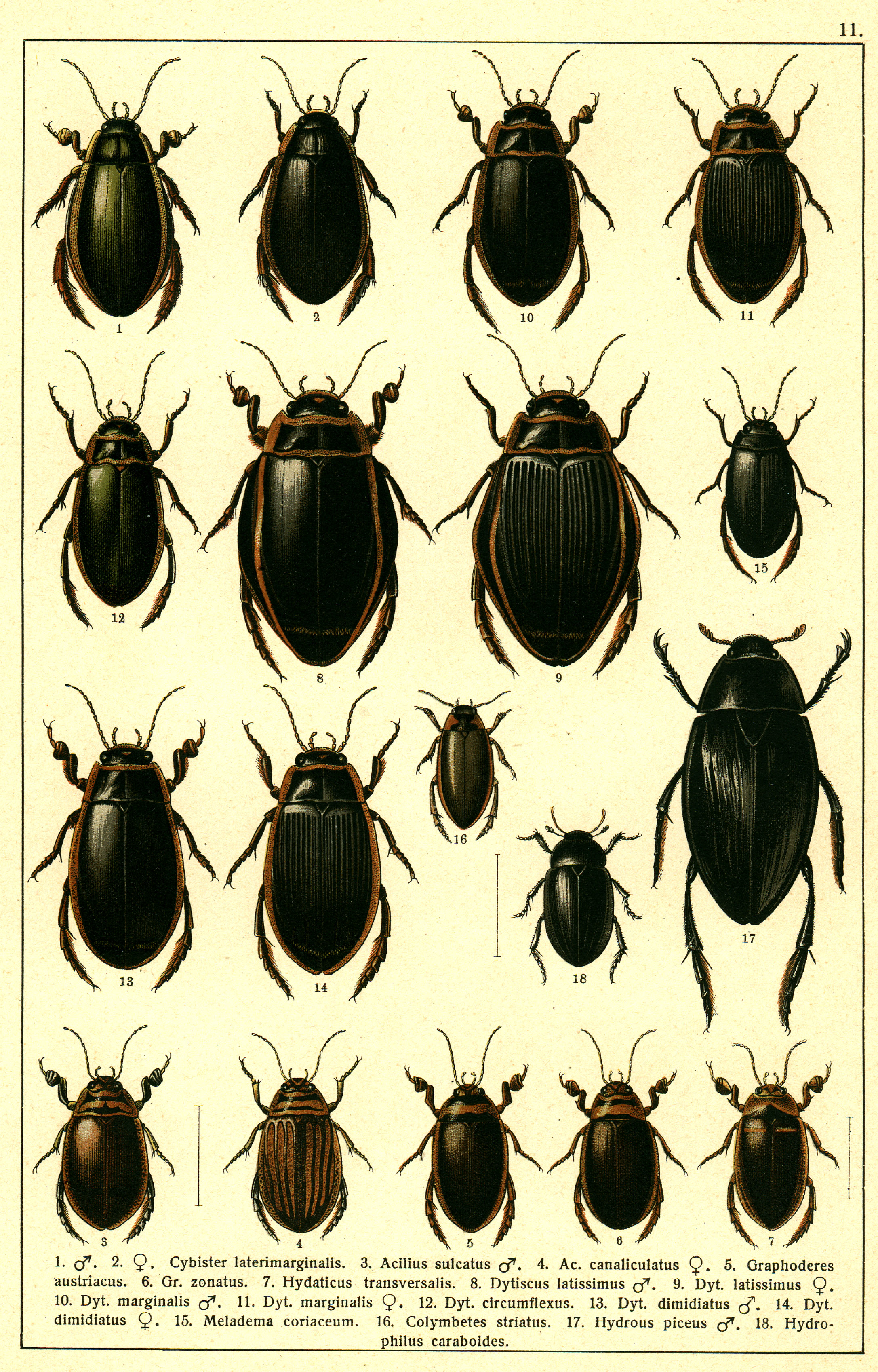